# Drift Masters Grand Prix sezon 2014
Sezon 2014 DMGP, oficjalnie Drift Masters Grand Prix – 1. sezon Drift Masters Grand Prix. Sezon rozpoczął się 20 czerwca i zakończył 14 września 2014, po trzech rundach. Mistrzem został Piotr Więcek.

## Kalendarz
| Runda | Tor                       | Data           | Zwycięzca    | Samochód       | Zespół                 |
| ----- | ------------------------- | -------------- | ------------ | -------------- | ---------------------- |
| 1     | Gdańsk, Polsat Plus Arena | 20-22 czerwca  | Piotr Więcek | Nissan Skyline | Budmat Auto Drift Team |
| 2     | Toruń, Motoarena          | 19-20 lipca    | Piotr Więcek | Nissan Skyline | Budmat Auto Drift Team |
| 3     | Karpacz                   | 12-14 września | -            | -              | -                      |

## Przebieg zawodów

### Zawody składają się z dwóch etapów rozgrywek:
- Sesji kwalifikacyjnej
- Sesji finałowej (top16)

Podczas przejazdów w Sesji Kwalifikacyjnej zawodnicy startują pojedynczo. W czasie tych przejazdów podstawowymi kryteriami oceny dokonywanej przez zespół sędziowski są: kąt wychylenia, linia przejazdu, prędkość oraz styl przejazdu. Szczegółowe omówienie zasad oceny przejazdów kwalifikacyjnych jest przedstawiane przez zespół sędziowski podczas odprawy przed rozpoczęciem przejazdów.
Podczas przejazdów w Sesji Finałowej zawodnicy startują w parach. Przy ocenie tych przejazdów, oprócz kryteriów wyżej wymienionych, oceniana jest odległość w jakiej samochody podczas przejazdu znajdują się od siebie. Szczegółowe omówienie zasad oceny przejazdów parami jest przedstawiane przez zespół sędziowski podczas odprawy przed rozpoczęciem przejazdów.

## Klasyfikacja końcowa

### Kwalifikacje
| poz. | 1  | 2  | 3 | 4 | 5, 6 | 7, 8 | 9-12 | 13-16 |
| ---- | -- | -- | - | - | ---- | ---- | ---- | ----- |
| pkt. | 12 | 10 | 8 | 6 | 4    | 3    | 2    | 1     |

### Pojedynki w parach
| Poz. | 1   | 2  | 3  | 4  | 5-8 | 9  | 10 | 11 | 12 | 13 | 14 | 15 | 16 |
| ---- | --- | -- | -- | -- | --- | -- | -- | -- | -- | -- | -- | -- | -- |
| Pkt. | 100 | 88 | 78 | 69 | 61  | 54 | 52 | 50 | 48 | 46 | 44 | 42 | 40 |

| Kolor      | Opis                   |
| ---------- | ---------------------- |
| Pogrubiony | Zwycięzca kwalifikacji |
| Czerwony   | Nie zakwalifikował się |
| Puste      | Nie brał udziału       |

| poz. | kierowca             | 1  | 2  | 3  | pkt. |
| ---- | -------------------- | -- | -- | -- | ---- |
| 1    | Piotr Więcek         | 1  | 1  | 8  | 281  |
| 2    | Bartosz Stolarski    | 2  | 4  | 8  | 230  |
| 3    | Marcin Mospinek      | 4  | 3  | 8  | 223  |
| 4    | Artur Opiela         | 5  | 6  | 8  | 209  |
| 5    | Grzegorz Hypki       | 11 | 2  | 10 | 203  |
| 6    | Paweł Trela          | 12 | 5  | 8  | 187  |
| 7    | Dawid Karkosik       | 6  | 12 | 9  | 181  |
| 8    | Piotr Jankowski      | 8  | 14 | 14 | 153  |
| 9    | Sławek Grausam       | 14 | 11 | 13 | 144  |
| 10   | Maciej Bochenek      | 9  | NZ | 8  | 127  |
| 11   | Jakub Skomorucha     | 3  | 16 |    | 123  |
| 12   | Krzysztof Romanowski | 10 |    | 8  | 118  |
| 13   | Mateusz Włodarczyk   | 7  | 15 |    | 116  |
| 14   | Adam Zalewski        |    | 7  | 12 | 115  |
| 15   | Wojciech Goździewicz | NZ | 8  | 11 | 114  |
| 16   | Marek Wartałowicz    | 13 | 9  |    | 103  |
| 17   | Edmunds Erglis       |    |    | 8  | 62   |
| 18   | Jakub Przygoński     |    | 10 |    | 53   |
| 19   | Marcin Carzasty      |    | 13 |    | 48   |
| 20   | Piotr Kozłowski      |    |    | 15 | 44   |
| 21   | Niels Becker         | 15 |    |    | 43   |
| 22   | Szymon Budzyński     | 16 | NZ |    | 42   |
| 23   | Jacek Popiołek       |    |    | 16 | 41   |

Ze względu na przerwanie zawodów w drugim dniu, wszyscy zawodnicy TOP8 III rundy DMGP decyzją składu sędziów sklasyfikowani zostali na 8. miejscu. Zwycięzcą klasyfikacji Generalnej DMGP 2014 został Piotr Więcek, drugie miejsce zajął Bartosz Stolarski, a trzecie Marcin Mospinek.